# Игра истине (филм)
Игра истине (енгл. Truth or Dare) амерички је хорор филм из 2018. године у режији Џефа Водлоуа. Главне улоге тумаче Луси Хејл, Тајлер Поузи, Вајолет Бин, Хејден Сето и Лендон Либоарон.
Приказива је у биоскопима од 13. априла 2018. године у Сједињеним Америчким Државама, односно 26. априла исте године у Србији. Добио је углавном негативне рецензије критичара. Међутим, остварио је финансијски успех, зарадивши преко 95 милиона долара широм света.

## Радња
Наизглед безазлена игра, у којој се пред такмичаре поставља питање да ли ће да прихвате изазов или да одговоре истинито на задатак који им дају други учесници у игри, постаје смртоносна. Неко или нешто почиње да прогања групу пријатеља, који на последњем пролећном распусту пред упис на колеџ који проводе у Мексику започињу ову игру. И то нешто кажњава сваког ко слаже или не одговори на изазов, а казна је смрт.

## Улоге
| Глумац            | Улога          |
| ----------------- | -------------- |
| Луси Хејл         | Оливија Барон  |
| Тајлер Поузи      | Лукас Морено   |
| Вајолет Бин       | Марки Камерон  |
| Хејден Сето       | Бред Чанг      |
| Лендон Либоарон   | Картер / Сем   |
| Нолан Џерард Фанк | Тајсон Каран   |
| Софија Тејлор Али | Пенелопи Амари |
| Сем Лернер        | Рони           |
| Аурора Перино     | Жизела Хамонд  |
| Том Чои           | Хан Чанг       |
| Вира Тејлор       | Инез Рејес     |
| Ендру Хауард      | Рандал Химоф   |